# Красные Горы (Смоленская область)
Красные Горы — деревня в Кардымовском районе Смоленской области России. Входит в состав Берёзкинского сельского поселения. Население — 22 жителя (2007 год). 
Расположена в центральной части области в 0,5 км к северо-востоку от Кардымова, в 1 км севернее автодороги Р134 «Старая Смоленская дорога» Смоленск — Дорогобуж — Вязьма — Зубцов, на берегу реки Хмость. В 2 км южнее деревни расположена железнодорожная станция Кардымово на линии Москва — Минск. 

## История
В годы Великой Отечественной войны деревня была оккупирована гитлеровскими войсками в августе 1941 года, освобождена в сентябре 1943 года.